# پارک ملی الفایجه
پارک ملی الفایجه (انگلیسی: El Feidja National Park) در استان جندوبه در شمال غربی تونس واقع شده است و مساحتی بالغ بر ۲۷۶۵ هکتار دارد. این پارک خانه جنگل‌های بلوط همچون بلوط چوب‌پنبه‌ای است. جنگل‌ها دارای زیرشاخه‌های غنی با چندین گیاه دارویی و معطر هستند. همچنین گوزن قرمز بربری در این پارک زیست می‌کند اما گونه‌ای همچون شیر بربری که در جنگل زندگی می‌کردند، منقرض شده‌اند.